# Zwelitsha
Zwelitsha (isiXhosa; deutsch etwa: „Neue Welt“ oder „Neues Land“; „Neue Hoffnung“) ist eine Stadt in der südafrikanischen Metropolgemeinde Buffalo City in der Provinz Ostkap. Sie wurde 1946 als Township gegründet.

## Geographie
Zwelitsha hatte 2011 18.189 Einwohner. Dort leben vor allem Xhosa und Mfengu. Der Ort liegt unmittelbar südlich von King William’s Town. Am Westrand verläuft der Buffalo River. 

## Geschichte
Zwelitsha wurde 1946 als Township für Schwarze gegründet, um Arbeitskräfte für nahegelegene Industriebetriebe bereitzustellen, so ab 1950 für die Textilfabrik Good Hope in King William’s Town. 1947 kamen die ersten Bewohner nach Zwelitsha. Ursprünglich gab es die „Zonen“ 1 bis 5, in den 1960er Jahren wurden nach Süden hin die Zonen 6 bis 10 eingerichtet. Die meisten Häuser errichtete der South African Bantu Trust und sie konnten nur gemietet werden. Der Ausbau zum Verwaltungssitz erfolgte ebenfalls mit Mitteln des Bantu Trust.
1972 bis 1981 war Zwelitsha der Verwaltungssitz des Homelands Ciskei, ehe er nach Alice und schließlich nach Bhisho verlegt wurde. 
Die Zone 10 in Zwelitsha war in der ersten Hälfte der 1970er Jahre ein Zentrum des Black Consciousness Movement. Mapetla Mohapi, führendes Mitglied der Dachorganisation Black People’s Convention, durfte sich aufgrund einer Bannungsverfügung nur in Zwelitsha und King William’s Town aufhalten. 1985 kam es an der Nompendulo High School in Zone 10 zu Schülerprotesten, die durch Sicherheitskräfte beendet wurden. Für die bei der Flucht im Buffalo River ertrunkenen Schüler wurde 2000 ein Denkmal an der Schule errichtet.

## Infrastruktur
Am Ostrand des Ortes verläuft die Straße R346, die Stutterheim über King William’s Town und Zwelitsha mit dem Westen East Londons verbindet. Die National Route 2 führt wenige Kilometer nördlich in Ost-West-Richtung durch King William’s Town. 
Zwelitsha hat eine Zweigstelle des Lovedale Public FET College, in der Studiengänge für Ingenieure und Techniker angeboten werden.